# فریبا صادقی
فریبا صادقی (زادهٔ ۱۵ خرداد ۱۳۴۰) ورزشکار و سرمربی پیشین تیم والیبال جوانان و نوجوانان و مربی تیم ملی والیبال زنان ایران و سرمربی تیم والیبال بانوان ذوب آهن است.

## زندگی‌نامه
فریبا صادقی ۱۵ خرداد سال ۱۳۴۰ در قم متولد شد. او در دوران دبیرستان والیبال را آغاز کرد. پس از پایان تحصیلات متوسطه به باشگاه هلال احمر پیوست و پس از آن به تیم تام اصفهان راه یافت. او بعد از مدتی در تیم‌های سپاهان و ذوب آهن بازی کرد. صادقی از سال ۱۳۶۸ تا ۱۳۷۸ به مدت ۱۰ سال در تیم استان اصفهان بازی کرد و با این تیم به قهرمانی کشور رسید. او در سال ۱۳۸۰ به عنوان کمک مربی فعالیت خود را آغاز کرد.

## فعالیت‌های ورزشی
از جمله فعالیت‌های ورزشی فریبا صادقی می‌توان به موارد زیر اشاره کرد:
- مربی تیم ملی والیبال بانوان ایران[۶]
- سرمربی تیم ملی والیبال دختران نوجوان ایران[۷]
- سرمربی تیم والیبال جوانان دختر ایران[۸]
- سرمربی تیم والیبال بانوان ذوب آهن اصفهان[۹]
- نایب رئیس بانوان فدراسیون والیبال[۱۰]
- نایب رئیس هیئت والیبال استان اصفهان[۱۱]